# Liste der Stolpersteine in Niederaula
In der Liste der Stolpersteine in Niederaula werden die vorhandenen Gedenksteine aufgeführt, die im Rahmen des Projektes Stolpersteine des Künstlers Gunter Demnig in Niederaula bisher verlegt worden sind.
Die erste Verlegung von 13 Stolpersteinen war am 28. Juni 2022.

## Verlegte Stolpersteine
| Bild | Person / Inschrift | Adresse                 | Verlegedatum  | Zusätzliche Informationen |
| ---- | --- | ----------------------- | ------------- | ------------------------- |
|      | Hier wohnte Hannchen Daniel Jg. 1874 deportiert 1942 Theresienstadt 1942 Treblinka ermordet                                             | Bahnhofstraße 26 (Lage) | 28. Juni 2022 |                           |
|      | Bahnhofstr. 8 wohnte Salomon Levi Jg. 1871 deportiert 1942 Theresienstadt ermordet 10.6.1943                                            | Bahnhofstraße 30 (Lage) | 28. Juni 2022 |                           |
|      | Bahnhofstr. 8 wohnte Karoline Levi geb. Oppenheim Jg. 1877 deportiert 1942 Theresienstadt ermordet 24.5.1944                            | Bahnhofstraße 30 (Lage) | 28. Juni 2022 |                           |
|      | Bahnhofstr. 8 wohnte Salli Levi Jg. 1902 Flucht 1937 Prag deportiert 1942 Theresienstadt ermordet 1944 Auschwitz                        | Bahnhofstraße 30 (Lage) | 28. Juni 2022 |                           |
|      | Bahnhofstr. 8 wohnte Gisela Levi Jg. 1930 unfreiwillig verzogen 1941 Frankfurt deportiert 1941 Minsk ermordet                           | Bahnhofstraße 30 (Lage) | 28. Juni 2022 |                           |
|      | Bahnhofstr. 8 wohnte Marga Levi Jg. 1927 unfreiwillig verzogen 1941 Frankfurt deportiert 1941 Minsk ermordet                            | Bahnhofstraße 30 (Lage) | 28. Juni 2022 |                           |
|      | Bahnhofstr. 8 wohnte Hannelore Levi Jg. 1924 unfreiwillig verzogen 1941 Frankfurt deportiert 1941 Minsk ermordet                        | Bahnhofstraße 30 (Lage) | 28. Juni 2022 |                           |
|      | Hier wohnte Samuel Oppenheim Jg. 1882 deportiert 1942 Sobibor ermordet 3.6.1942                                                         | Querstraße 2 (Lage)     | 28. Juni 2022 |                           |
|      | Hier wohnte Paula Oppenheim geb. Schaumberg Jg. 1891 deportiert 1942 Sobibor ermordet 3.6.1942                                          | Querstraße 2 (Lage)     | 28. Juni 2022 |                           |
|      | Hier wohnte Ruth Oppenheim Jg. 1921 deportiert 1942 Sobibor ermordet 3.6.1942                                                           | Querstraße 2 (Lage)     | 28. Juni 2022 |                           |
|      | Hier wohnte Grete Oppenheim verh. Rüssmann Jg. 1922 Flucht 1937 Holland interniert Westerbork deportiert 1943 Sobibor ermordet 9.7.1943 | Querstraße 2 (Lage)     | 28. Juni 2022 |                           |
|      | Hier wohnte Rudolf Oppenheim Jg. 1923 Flucht 1939 mit Hilfe Palästina                                                                   | Querstraße 2 (Lage)     | 28. Juni 2022 |                           |
|      | Hier wohnte Manfred Oppenheim Jg. 1926 Flucht 1939 mit Hilfe Palästina                                                                  | Querstraße 2 (Lage)     | 28. Juni 2022 |                           |